# Béres András (színházesztéta)
Béres András (Görgényszentimre, 1942. október 26. −) erdélyi magyar filozófus, színházesztéta, egyetemi tanár, városi tanácsos, főszerkesztő.

## Életútja
Római katolikus kézműves családban született. Felsőfokú tanulmányokat a Babeș–Bolyai Tudományegyetemen folytatott filozófia–pedagógia–történelem szakon. Diplomájának megszerzése után, 1965-től a petrozsényi Bányamérnöki Főiskolán működött gyakornokként, majd tanársegédi beosztásban. 1970-ben a marosvásárhelyi színművészeti Intézet tanársegédje, majd adjunktusa, két évig tanszékvezető. A Ceaușescu-diktatúra legkeményebb éveiben státus nélkül irányította a magyar tagozat oktatói és művészeti munkáját. 1989 után dékán lett és az intézet szenátusának tudományos titkára. 2000-től a Symbolon című színháztudományi folyóirat főszerkesztője.
1998 és 2002 között a marosvásárhelyi színház Tompa Miklós Társulatának helyettes művészeti igazgatója, 2000 és 2008 között a Marosvásárhelyi Művészeti Egyetem rektora, majd 2011-ig elnöke. 1997-1998-ban az Oktatási Minisztérium államtitkára. 
A főiskolákon, egyetemeken filozófiát, esztétikát, drámaelméletet és filozófiatörténetet ad elő. Fő kutatási területe a színházesztétika. Tanulmányokat írt Fichte, Hegel, Kierkegaard filozófiájáról, a színművészet és a színpadi rendezés esztétikai kérdéseiről, továbbá az írott dráma és a színpadi előadás viszonyáról.
A politikai közélet sem hagyta hidegen, 1989 előtt támogatta Tőkés László református püspök rendszerváltó küzdelmeit. 1989 decembere után egyik alapító tagja lett az RMDSZ Maros megyei szervezetének, az országos és a megyei elnökség alelnöke (1990–93), marosvásárhelyi tanácsos.

## Művei
- Bevezetés a színházesztétikába. Értékek és kategóriák;. Mentor, Marosvásárhely, 2000
- Művészet és színházművészet. Tanulmányok; Marosvásárhelyi Színművészeti Egyetem, Târgu-Mureş, 2003
- Egy filozófus Székelyvárosból; szerk. Jákfalvi Magdolna, Kékesi Kun Árpád; Theatron Műhely Alapítvány, Bp., 2022

## Társasági tagság
- Bethlen Gábor Társaság
- Erdélyi Múzeum-Egyesület

## Díjai, elismerései
- Báthory-díj (2009)[1]